# 結末
| ウィキペディアには「結末」という見出しの百科事典記事はありません（タイトルに「結末」を含むページの一覧/「結末」で始まるページの一覧）。 代わりにウィクショナリーのページ「結末」が役に立つかもしれません。 |